# Lucas Forsberg
Lucas Wilton Forsberg, född 21 maj 2003 i Danderyd, Stockholm, är en svensk fotbollsspelare som spelar för GIF Sundsvall.

## Klubblagskarriär

### Sollentuna FK
Forsberg inledde som sexåring sin fotbollskarriär i moderklubben Sollentuna FK. Där gick han hela vägen från ungdomsfotbollen, via juniorfotbollen till A-lagsfotboll.
A-lagsdebuten för Sollentuna FK skedde i gruppspelet av Svenska cupen 2019/2020 då man mötte Västerås SK FK (0–4) på Iver Arena i Västerås den 7 mars 2020. Forsberg inledde på bänken i tröja nummer 12 under ledning av huvudtränaren och före detta AIK-spelaren Christer Mattiasson och ersatte Eyasu Alemayehu i den 83:e matchminuten. Debuten i Ettan Norra skedde i seriepremiären hemma mot Gefle IF (1–2) på Sollentunavallen den 14 juni 2020 då han startade matchen innan han byttes ut i den 84:e matchminuten. Den 23 september 2020 svarade han för sitt första mål för Sollentuna FK då de mötte Gefle IF (2–6) inför 50 åskådare på Gavlevallen i Gävle, målet kom i den 24:e matchminuten och betydde 1–1.
Det blev sammanlagt 19 matcher, varav 13 från start, i Ettan Norra då Sollentuna FK slutade trea i tabellen, nio poäng efter seriesegrarna Vasalunds IF och två poäng efter tvåan IF Brommapojkarna. Forsberg noterades för ett mål och två gula kort. Han spelade även tre matcher, varav två från start, i Svenska cupen under året. 2019 och 2020 spelade han även med Sollentunas P19-lag och P17-lag som båda spelade i Division 1-serien och i Ligacupen.

### AIK
Forsberg skrev den 22 februari 2021 på för den Allsvenska klubben AIK, ett avtal som sträckte sig fram till och med den 31 december 2023. Forsberg sa i en intervju efter att kontraktet var påskrivet:
| ”                | Det är en stor ära att få möjligheten att utvecklas som fotbollsspelare i AIK. Jag är väldigt stolt över att få tillhöra denna klubb, det har alltid varit en stor dröm sedan jag var liten. Direkt när jag hörde om AIK:s intresse var det ingen tvekan om att det var hit jag ville gå. Jag ser fram emot att få spela framför alla supportrar och sätta igång med att arbeta tillsammans med laget | „ |
| – Lucas Forsberg | |   |

Forsberg nobbade tidigare under vintern 2020 AIK:s värsta rival Djurgårdens IF. Anledningen var enligt honom själv att han är AIK-supporter och att han visste att det fanns intresse från AIK redan innan. Han sa även i en intervju att han inte tyckte det kändes rätt när han var där på möte.
Forsberg gjorde sin debut för klubben den 19 augusti 2021 i den andra omgången av Svenska cupen 2021/22. Detta efter att han i den 65:e matchminuten blev inbytt mot Erick Otieno. AIK vann matchen med 5–0. I januari 2022 lånades Forsberg tillbaka till Sollentuna FK på ett säsongslån.

### GIF Sundsvall
Forsberg skrev den 6 februari på för Superettanklubben GIF Sundsvall med ett avtal som sträcker sig fram till och med den 31 december 2025. GIF Sundsvalls sportchef Tommy Naurin beskriver tillskottet till klubben:
" – I Lucas får vi in en spelare som är väldigt hybrid och på så sätt kan spela på alla positioner i backlinjen. Han är ung och utvecklingsbar men samtidigt erfaren då han spelat två år i toppen av div 1 samt tillhört AIKs representationslag. "
Forsberg har nummer 18 på tröjan och spelar som försvarare för klubben. Forsberg lånades ut till Ettanklubben Sollentuna FK på ett säsongslån i januari 2022 där nuvarande GIF Sundsvalls tränare Douglas Jakobsen var tränare.

## Landslagskarriär
I mars 2019 kallades Forsberg och 65 andra talanger till ett läger i Vinnarhallen på Bosön med det svenska P16/03-landslaget, under ledning av förbundskaptenen Roger Franzén, där han bland annat hade sällskap av AIK-spelaren Yasin Ayari som under 2020 och 2021 tränade och spelade träningsmatcher för AIK.

## Privatliv
Forsberg är född på Danderyds sjukhus norr om Stockholm och uppvuxen i Vaxmora (Sollentuna), med föräldrarna Tomas och Lena Forsberg och två systrar.
Forsberg är uppvuxen i en AIK-familj. Hans far Tomas Forsberg har tatuerat in AIK över halva armen och har köpt årskort varje år till lagets matcher. De stod tillsammans på Norra stå på Råsunda, men sedan AIK flyttat till Friends Arena blev det mera sittplats för deras del. Forsberg berättade även i en intervju efter att han skrivit på för AIK att hans far var väldigt glad och fällt några tårar.

## Klubbstatistik
| Klubb                                                    | Säsong            | Inhemsk liga      | Inhemsk liga | Inhemsk liga | Nat. täv. | Nat. täv. | Internat. täv. | Internat. täv. | Totalt | Totalt |
| Klubb                                                    | Säsong            | Serie             | SM           | Mål          | SM        | Mål       | SM             | Mål            | SM     | Mål    |
| -------------------------------------------------------- | ----------------- | ----------------- | ------------ | ------------ | --------- | --------- | -------------- | -------------- | ------ | ------ |
| Sollentuna FK                                            | 2020              | Ettan Norra       | 19           | 1            | 2         | 0         | 0              | 0              | 21     | 1      |
| Sollentuna FK                                            | Totalt i klubblag | Totalt i klubblag | 19           | 1            | 2         | 0         | 0              | 0              | 21     | 1      |
| AIK                                                      | 2021              | Allsvenskan       | 0            | 0            | 1         | 0         | 0              | 0              | 1      | 0      |
| AIK                                                      | Totalt i klubblag | Totalt i klubblag | 0            | 0            | 1         | 0         | 0              | 0              | 1      | 0      |
| Antal matcher och mål är korrekt per den 28 augusti 2021 |                   |                   |              |              |           |           |                |                |        |        |